# Sebastián Almagro Castellanos
Sebastián Almagro Castellanos (Escañuela, 18 de noviembre de 1923-Córdoba, 16 de agosto de 2006) fue un piloto y empresario español.

## Biografía
Nació en el municipio jiennense de Escañuela el 18 de noviembre de 1923. Tras estudiar en la academia de aviación militar, se convirtió en piloto del Ejército del Aire español en 1943. En la década de 1950, Sebastián Almagro fue dos veces campeón del mundo de acrobacia aérea con un Lö-100 del diseñador alemán Alfred Vogt. A mediados de la década de 1960 puso fin a su carrera de vuelo militar, se trasladó a la provincia de Córdoba y levantó el aeródromo de Palma del Río. En 1966 fundó la empresa «Fumigación Aérea Andaluza» S.A. (FAASA), que inicialmente sólo operaba aviones agrícolas. Falleció el 16 de agosto de 2006 en Córdoba. A lo largo de su vida llegó a volar alrededor de 26.000 horas de vuelo en más de 150 tipos de aviones, incluidos aviones militares, aviones de carga, aviones contra incendios, planeadores y otros modelos.